# 大明山毛蕨
大明山毛蕨（学名：Cyclosorus damingshanensis），为金星蕨科毛蕨属下的一个植物种。其种加词“damingshanensis”意为“广西大明山的”。